# Laguna del Bayo
La laguna del Bayo, a veces laguna Wheelwright, a veces laguna de Eulogio es un lago ubicado en la Región de Atacama a solo 800 m de la frontera, pero el 76% del área de la cuenca de drenaje se encuentra en Argentina.
No debe ser confundido con el salar de Wheelwright (a veces llamado erróneamente Wheelright) que está unos 30 kilómetros directamente al sur al sur.

## Descripción
Las características morfométricas y climatológicas de la laguna más relevantes son:: III-167 
- altura: 4250 m
- superficie de la cuenca: 221 km²
- superficie de la laguna: 1,2 km²
- precipitaciones: 140 mm/año
- evaporación potencial: 1000 mm/año
- temperatura media: -2 °C

Su profundidad no es conocida.
Todas las cuencas hidrográficas del ítem 030 del Banco Nacional de Aguas de la Dirección General de Aguas son endorreicas. Algunas extienden su superficie de drenaje hasta Argentina.